# Ángel Rojas Ortega
Ángel Orlando Rojas Ortega (Chile, 10 de abril de 1985) es un futbolista chileno. Juega de mediocampista creador, actualmente juega por Deportes Recoleta.

## Trayectoria
Debutó con la Universidad de Chile en el año 2004.
Durante el 2006 fue enviado a préstamo a Everton de Viña del Mar.
El 2007 vuelve a la Universidad de Chile y alterna algunos partidos en el campeonato de Clausura.
En el año 2008 jugó por Everton de Viña del Mar a préstamo donde fue campeón del torneo de apertura. A comienzos del 2009 vuelve a "La U". Calificado como "Superlativo" por el técnico Sergio Markarian, debido a su labor en el campo de juego. Fue titular para sorpresa de muchos en todos los partidos de Play Off del Torneo de Apertura 2009. Al finalizar su contrato, a fines de 2009, firma en Goiás. El 11 de junio de 2010 vuelve a la Universidad de Chile tras su frustrado paso por Brasil. El Domingo 4 de julio de 2010 debuta nuevamente en el cuadro laico en un partido amistoso ante Olimpia de Paraguay, entrando en el segundo tiempo sustituyendo a Walter Montillo.

## Selección nacional
Durante el 2005 disputó el sudamericano SUB-20 y posteriormente el Mundial de Holanda en la misma categoría.

### Participación en Sudamericanos juveniles
| Campeonato                  | Sede     | Resultado        |
| --------------------------- | -------- | ---------------- |
| Sudamericano Sub-20 de 2005 | Colombia | Cuarto Lugar     |
| Mundial Sub-20 de 2005      | Holanda  | Octavos de final |

## Clubes
| Club                 | País   | Año       |
| -------------------- | ------ | --------- |
| Universidad de Chile | Chile  | 2004-2005 |
| Everton              | Chile  | 2006      |
| Universidad de Chile | Chile  | 2007      |
| Everton              | Chile  | 2008      |
| Universidad de Chile | Chile  | 2009      |
| Goiás                | Brasil | 2010      |
| Universidad de Chile | Chile  | 2010      |
| Everton              | Chile  | 2011      |
| San Luis             | Chile  | 2011      |
| Everton              | Chile  | 2012-2014 |
| Kerkyra              | Grecia | 2014      |
| Chania FC            | Grecia | 2015      |
| Coquimbo Unido       | Chile  | 2015-2017 |
| Deportes Recoleta    | Chile  | 2019-2021 |

## Palmarés

### Torneos nacionales
| Título           | Club                 | País  | Año    |
| ---------------- | -------------------- | ----- | ------ |
| Primera División | Universidad de Chile | Chile | 2004-A |
| Primera División | Everton              | Chile | 2008-A |
| Primera División | Universidad de Chile | Chile | 2009-A |
| Segunda División | Deportes Recoleta    | Chile | 2021   |